# Panaspis cabindae
Panaspis cabindae (змієокий сцинк кабіндський) — вид сцинкоподібних ящірок родини сцинкових (Scincidae). Мешкає в Центральній Африці.

## Поширення і екологія
Кабіндські змієокі сцинки мешкають на південному сході Республіки Конго, в Демократичній Республіка Конго та на півночі Анголи. Вони живуть в лісистих саванах міомбо, в садах і людських поселеннях, на висоті до 1500 м над рівнем моря. Голотип походить з Кабінди. 